# Lommepark
Lommepark er et lille grønt område i et byrum. I Danmark er det især i København at begrebet er udbredt. Inspirationen kommer fra New York, hvor pocket parks er et almindeligt fænomen.

## Eksterne links
- "Lommeparker og grønne gaderum". Arkiveret fra originalen 31. december 2008. Hentet 22. maj 2011.
- "Storbyhaver - københavnernes grønne frirum".  (Webside ikke længere tilgængelig)
- "Lommeparker under Grønne områder, på Københavns Kommunes hjemmeside". Arkiveret fra originalen 23. oktober 2013. Hentet 29. oktober 2013.
- "København: Lommeparker – grønne åndehuller i byen".
- "Lommeparker.dk: "Den Grønne By - en konkurrence om lommeparker, byforgrønnelse og styrkede livsrum i det historiske København"". Arkiveret fra originalen 31. oktober 2013. Hentet 30. oktober 2013.